# Сварочный электрод

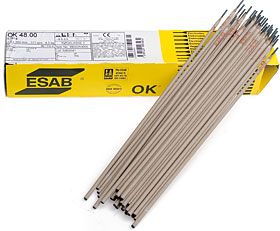
Сварочные электроды марки ESAB OK 48.00

Сва́рочный электро́д — металлический или неметаллический стержень из электропроводного материала, предназначенный для подвода тока к свариваемому изделию. В настоящее время выпускается более двухсот различных марок электродов, причем более половины всего выпускаемого ассортимента составляют плавящиеся электроды для ручной дуговой сварки.
Сварочные электроды делятся на плавящиеся и неплавящиеся. Неплавящиеся электроды изготовляют из тугоплавких материалов, таких как вольфрам по ГОСТ 23949-80 "Электроды вольфрамовые сварочные неплавящиеся", синтетический графит или электротехнический уголь. Плавящиеся электроды изготавливают из сварочной  проволоки,  которая  согласно  ГОСТ 2246—70 разделяется на углеродистую, легированную и высоколегированную. Поверх металлического стержня методом опрессовки под давлением наносят слой защитного покрытия. Роль покрытия заключается в металлургической обработке сварочной ванны, защите её от атмосферного воздействия и обеспечении более устойчивого горения дуги.

## История
История сварочных электродов неразрывно связана с историей развития сварки и сварочных технологий. Впервые электрод был использован в экспериментах, связанных с исследованием свойств электрической дуги (в 1802 профессором В.В. Петровым). В 1882 году русский изобретатель Николай Николаевич Бенардос предложил использовать электрическую дугу, горящую между угольным электродом и металлической деталью, с целью соединения металлических кромок.
Почти одновременно с Н. Н. Бенардосом работал другой крупнейший российский изобретатель — Николай Гавриилович Славянов, много сделавший для развития дуговой сварки. Он критически оценил изобретение Бенардоса и внес в него существенные усовершенствования, касающиеся в первую очередь металлургии сварки. Николай Гавриилович заменил неплавящийся угольный электрод металлическим плавящимся электродом-стержнем, сходным по химическому составу со свариваемым металлом. Другим важным достижением Славянова считается использование расплавленного металлургического флюса, защищающего сварочную ванну от окисления, выгорания металла и накопления в сварном соединении вредных примесей серы и фосфора.
В 1904 году швед Оскар Кьельберг основал в Гётеборге фирму «ESAB». Деятельность предприятия была связана с применением сварки в судостроении. В результате собственных исследований и наблюдений О. Кьельберг изобрел технологию сварки покрытыми плавящимися электродами. Покрытие стабилизировало горение электрической дуги и защищало зону дуговой сварки. В 1906 году им был получен патент «Процесс электрической сварки и электроды для этих целей». Именно использование покрытых плавящихся электродов дало повод к развитию и использованию сварочных технологий в различных отраслях производства.
В 1911 году англичанин А. Строменгер существенно улучшил электродное покрытие. Предложенное им покрытие состояло из асбестового шнура, пропитанного силикатом натрия. Этот шнур наматывался на металлический стержень. Поверх этого покрытия ещё наматывалась тонкая алюминиевая проволока. Такая структура электродного покрытия обеспечивала защиту сварочной ванны и металла сварного шва от атмосферного воздуха за счет образования шлака. Алюминий использовался в качестве раскислителя и обеспечивал удаление кислорода. Под названием «Квази-арк» эти электроды распространились по Европе и Америке.
В октябре 1914 года С. Джонсу был выдан британский патент на метод получения электрода, покрытие которого наносилось методом опрессовки. Металлический стержень проталкивался через фильеру одновременно с шихтой, ложившейся на стержень.
В 1917 году американские ученые О. Андрус и Д. Стреса разработали новый тип покрытия электродов. Стальной стержень был обернут бумагой, приклеенной силикатом натрия. В процессе сварки такое покрытие выделяло дым, защищая сварочную ванну от воздействия воздуха. Также было отмечено, что бумажное покрытие обеспечивало моментальное зажигание электрической дуги с первого касания и стабилизировало её горение. В 1925 году англичанин А. О. Смит использовал для улучшения качества электродного покрытия порошкообразные защитные и легирующие компоненты. В то же время французские изобретатели О. Са-разен и О. Монейрон разработали покрытие электродов, в составе которого были использованы соединения щелочных и щелочноземельных металлов: полевой шпат, мел, мрамор, сода. Благодаря низкому потенциалу ионизации таких элементов, как натрий, калий, кальций, обеспечивалось легкое возбуждение дуги и поддержание её горения.
Таким образом, за первую четверть XX века были разработаны конструкции плавящихся электродов для ручной дуговой сварки, методы их изготовления, обоснован состав покрытия. Электродные покрытия содержали специальные компоненты: газообразующие — оттесняющие воздух из зоны сварки; легирующие — улучшающие состав и структуру металла шва; шлакообразующие — защищающие расплавленный и кристаллизующийся металл от взаимодействия с газовой фазой; стабилизирующие — вещества с низким потенциалом ионизации. Дальнейшие разработки в области производства сварочных электродов были сконцентрированы на компонентах, входящих в состав покрытия и электродной проволоки, на промышленных методах производства.

## Классификация сварочных электродов
Большое разнообразие электродов, а также принципов их классификации затрудняет разработку единой общепринятой системы классификации электродов. Марки электродов стандартами не регламентируются. Подразделение электродов на марки производится по техническим условиям и паспортам. Каждому типу электродов может соответствовать одна или несколько марок. Возможно то, что электрод не относится к маркам. Все сварочные электроды можно разделить на две группы, которые в свою очередь подразделяются на подгруппы:
| Неметаллические сварочные электроды | Неметаллические сварочные электроды | Металлические сварочные электроды                                              | Металлические сварочные электроды                                              | Металлические сварочные электроды                                   | Металлические сварочные электроды |
| Неплавящиеся                        | Неплавящиеся                        | Неплавящиеся                                                                   | Неплавящиеся                                                                   | Плавящиеся                                                          | Плавящиеся |
| - Графитовые - Угольные             | - Графитовые - Угольные             | - Вольфрамовые - Торированные (c торием-232) - Лантанированные - Иттрированные | - Вольфрамовые - Торированные (c торием-232) - Лантанированные - Иттрированные | Покрытые                                                            | Непокрытые |
| - Графитовые - Угольные             | - Графитовые - Угольные             | - Вольфрамовые - Торированные (c торием-232) - Лантанированные - Иттрированные | - Вольфрамовые - Торированные (c торием-232) - Лантанированные - Иттрированные | - Стальные - Чугунные - Медные - Алюминиевые - Бронзовые - и другие | Использовались на ранних стадиях развития сварочных технологий. Сейчас применяются в виде непрерывной проволоки для сварки в среде защитных газов. |

### Классификация покрытых металлических сварочных электродов по ГОСТ 9466-75[12]
В соответствии с ГОСТ 9466-75 электроды покрытые металлические для ручной дуговой сварки сталей и наплавки классифицируются по назначению, механическим свойствам и химическому составу наплавленного металла (типам), видам и толщине покрытий, а также некоторым сварочно-технологическим характеристикам.

#### Виды электродов по назначению
- для сварки углеродистых и низколегированных конструкционных сталей с временным сопротивлением разрыву до 60 кгс/мм² (600 МПа). Обозначаются буквой У (ГОСТ 9467-75);
- для сварки легированных конструкционных сталей с временным сопротивлением разрыву свыше 60 кгс/мм² (600 МПа). Обозначаются буквой Л (ГОСТ 9467-75);
- для сварки легированных теплоустойчивых сталей. Обозначаются буквой T (ГОСТ 9467-75);
- для сварки высоколегированных сталей с особыми свойствами. Обозначаются буквой В (ГОСТ 10052-75);
- для наплавки поверхностных слоев с особыми свойствами. Обозначаются буквой H (ГОСТ 10051-75).

Вышеуказанными стандартами предусмотрено разделение электродов на типы, в соответствии с механическими свойствами и химическим составом наплавленного металла.
Цифры, обозначающие каждый тип электрода — Э42, Э42А, Э50 и т. д., характеризуют гарантированное минимальное временное сопротивление разрыву в кгс/мм², а буква А — повышенные пластические свойства, вязкость и ограничения по химическому составу.

#### Виды электродов по толщине покрытия
По толщине покрытия электроды разделяются в зависимости от отношения D/d (D — диаметр покрытого электрода; d — диаметр стержня):
- с тонким покрытием (D/d < 1,2). Обозначаются буквой М;
- со средним покрытием (D/d < 1,45). Обозначаются буквой С;
- с толстым покрытием (D/d < 1,8). Обозначаются буквой Д;
- с особо толстым покрытием (D/d > 1,8). Обозначаются буквой Г.

ГОСТ 9466 — 75 предусматривает также три группы электродов — 1, 2, 3, характеризующиеся требованиями к качеству (точности) изготовления электродов, состоянием поверхности покрытия, а также содержанием серы и фосфора в наплавленном металле.

#### Виды электродов по типу покрытия
- с кислым покрытием (А);
- с основным покрытием (Б);
- с целлюлозным покрытием (Ц);
- с рутиловым покрытием (Р);
- с покрытием смешанного вида (с двойным буквенным обозначением);
- с прочими видами покрытий (П).

Таблица соответствия маркировок электродов по типу покрытия:
| Тип покрытия                  | Обозначение по ГОСТ 9466-75 | Международное обозначение ISO |
| Кислое                        | А                           | A                             |
| Основное                      | Б                           | B                             |
| Рутиловое                     | Р                           | R                             |
| Целлюлозное                   | Ц                           | C                             |
| Смешанные покрытия            |                             |                               |
| Кисло-рутиловое               | АР                          | AR                            |
| Рутилово-основное             | РБ                          | RB                            |
| Рутилово-целлюлозное          | РЦ                          | RC                            |
| Прочие (смешанные)            | П                           | S                             |
| Рутиловые с железным порошком | РЖ                          | RR                            |

#### Виды электродов по допустимым пространственным положениям сварки или наплавки
- для сварки во всех положениях с условным обозначением 1;
- для сварки во всех положениях, кроме вертикального сверху вниз — 2;
- для положений нижнего, горизонтального на вертикальной плоскости и вертикального снизу вверх — 3;
- для нижнего и нижнего в лодочку — 4.

#### Виды электродов по роду и полярности сварочного тока
| Рекомендуемая полярность постоянного тока | Напряжение холостого хода источника переменного тока, В | Напряжение холостого хода источника переменного тока, В | Обозначение |
| Рекомендуемая полярность постоянного тока | Номинальное напряжение                                  | Предельное отклонение                                   | Обозначение |
| ----------------------------------------- | ------------------------------------------------------- | ------------------------------------------------------- | ----------- |
| Обратная                                  | -                                                       | -                                                       | 0           |
| Любая                                     | 50                                                      | ±5                                                      | 1           |
| Прямая                                    | 50                                                      | ±5                                                      | 2           |
| Обратная                                  | 50                                                      | ±5                                                      | 3           |
| Любая                                     | 70                                                      | ±10                                                     | 4           |
| Прямая                                    | 70                                                      | ±10                                                     | 5           |
| Обратная                                  | 70                                                      | ±10                                                     | 6           |
| Любая                                     | 90                                                      | ±5                                                      | 7           |
| Прямая                                    | 90                                                      | ±5                                                      | 8           |
| Обратная                                  | 90                                                      | ±5                                                      | 9           |

Цифрой 0 обозначают электроды, предназначенные для сварки или наплавки только на постоянном токе обратной полярности (сварочный электрод соединяется с плюсом).

## Строение

### Строение покрытых металлических сварочных электродов
Электроды для ручной дуговой сварки представляют собой стержни длиной, как правило, от 250 до 450 мм, изготовленные из сварочной проволоки с нанесенным на неё слоем покрытия. Один из концов электрода длиной 20–30 мм зачищен от обмазки для его крепления в электрододержателе.
|                                         |
| Строение покрытого сварочного электрода |

Основная классификация электродных покрытий:
- Стабилизирующие покрытия представляют собой материалы, содержащие элементы, легко ионизирующие сварочную дугу. Наносятся тонким слоем на стержни электродов (тонкопокрытые электроды), предназначенных для ручной дуговой сварки.
- Защитные покрытия представляют собой механическую смесь различных материалов, предназначенных ограждать расплавленный металл от воздействия воздуха, стабилизировать горение дуги, легировать и рафинировать металл шва.
- Применяются также магнитные покрытия, которые наносятся на проволоку в процессе сварки за счёт электромагнитных сил, возникающих между находящейся под током электродной проволокой и ферромагнитным порошком, находящемся в бункере, через который проходит электродная проволока при полуавтоматической или автоматической сварке.

Основные виды электродных покрытий:
- Руднокислые электродные покрытия содержат окислы железа и марганца, кремнезём, большое количество ферромарганца; для создания газовой защиты зоны сварки в покрытие вводят органические вещества (целлюлозу, древесную муку, крахмал и пр.).
- Рутиловые электродные покрытия получают значительное применение в связи с развитием добычи минерала рутила, состоящего в основном из диоксида титана TiO2. В покрытия, помимо рутила, введены кремнезём, ферромарганец, карбонаты кальция или магния.
- Фтористо-кальциевые электродные покрытия состоят из карбонатов кальция и магния, плавикового шпата и ферросплавов.
- Органические электродные покрытия состоят из органических материалов, обычно из оксицеллюлозы, к которой добавлены шлакообразующие материалы, диоксид титана, силикаты и пр. и ферромарганец в качестве раскислителя и легирующей присадки.

## Производство
Покрытые сварочные электроды изготавливают двумя способами:
- опрессовкой
- окунаниеми